# Silvio Padoin
Silvio Padoin (Pieve di Soligo, 11 aprile 1930 – Conegliano, 31 ottobre 2019) è stato un vescovo cattolico italiano.

## Biografia
Nacque a Pieve di Soligo, in provincia di Treviso e diocesi di Vittorio Veneto, l'11 aprile 1930.

### Formazione e ministero sacerdotale
Compì gli studi filosofici e teologici per il sacerdozio nel Pontificio Seminario Romano Maggiore. Conseguì la licenza in teologia e la licenza in utroque iure (diritto canonico e civile) presso la Pontificia Università Lateranense.
Il 9 aprile 1955 fu ordinato presbitero per la diocesi di Vittorio Veneto da monsignor Giuseppe Zaffonato nel duomo di Santa Maria Assunta a Pieve di Soligo. In seguito fu educatore e insegnante nel Pontificio Seminario Romano Minore dal 1955 al 1959 e docente di diritto canonico e lettere nel seminario vescovile di Vittorio Veneto dal 1959 al 1960.
Nel 1961 entrò in servizio presso la Congregazione per i vescovi come minutante. Ricoprì anche gli uffici di direttore spirituale aggiunto nel Pontificio Seminario Romano Minore dal 1961 al 1966, vicerettore nel Pontificio Seminario Romano Maggiore dal 1966 al 1967, cooperatore nella parrocchia di Gesù Divino Maestro, cappellano delle Piccole Ancelle del Sacro Cuore a Passoscuro dal 1982 al 1985 e responsabile con funzioni di parroco della parrocchia di San Filippo Neri a Castel Giuliano nella sede suburbicaria di Porto-Santa Rufina dal 1986 al 1993. Il 10 dicembre 1990 divenne sottosegretario della Congregazione per i vescovi. Fu anche membro della commissione interdicasteriale permanente per la costituzione e la provvista delle Chiese particolari dal 29 dicembre 1990, perito permanente della Pontificia commissione "Ecclesia Dei" dal 27 febbraio 1991, membro del consiglio superiore delle Pontificie Opere Missionarie e assistente spirituale delle suore del Policlinico Agostino Gemelli.

### Ministero episcopale
L'8 maggio 1993 papa Giovanni Paolo II lo nominò vescovo di Pozzuoli. Ricevette l'ordinazione episcopale il 26 giugno successivo a Monterusciello dal cardinale Bernardin Gantin, prefetto della Congregazione per i vescovi, co-consacranti il vescovo emerito di Pozzuoli Salvatore Sorrentino e il vescovo di Vittorio Veneto Eugenio Ravignani.
Visse con entusiasmo, senza risparmiarsi, il suo episcopato e non si fermò di fronte alle difficoltà e alle sfide. Promosse le vocazioni sacerdotali con un'attenzione speciale verso il seminario. Compì la visita pastorale alla diocesi. Nel 1995 promosse l'avvio del giornale diocesano Segni dei Tempi.
Nell'aprile 2003 si oppose alla proposta di reintitolare lo Stadio San Paolo, che sorge entro i confini diocesani, a Diego Armando Maradona, considerandola un'offesa all'apostolo che visitò Napoli. Lo stadio non subì allora il cambio di denominazione, perché la legislazione italiana vieta di intitolare vie ed edifici a persone viventi.
Dopo una fase preparatoria di un anno, il 7 giugno 2003 indisse l'VIII sinodo diocesano sul tema "Essere cristiani nella Chiesa puteolana agli inizi del terzo millennio". Essendo prossimo ai 75 anni chiese alla Santa Sede la nomina di un vescovo coadiutore con il quale collaborare nelle prime fasi del sinodo e che poi lo portasse a termine. Il papa nominò monsignor Gennaro Pascarella. Questi concluse l'assise nel 2006 e pubblicò il "Libro del Sinodo" il 25 gennaio 2007 e il "direttorio pastorale" il 2 dicembre successivo.
Il 2 settembre 2005 papa Benedetto XVI accettò la sua rinuncia al governo pastorale della diocesi per raggiunti limiti di età. Inizialmente rimase a Pozzuoli dove collaborò nella pastorale e nell'amministrazione del sacramento della confermazione. In seguito si trasferì nella casa del clero di Vittorio Veneto.
Ricoverato da due settimane all'ospedale di Conegliano, morì alle 3:30 del 31 ottobre 2019 all'età di 89 anni. Le esequie si tennero il 4 novembre alle ore 15 nel duomo di Santa Maria Assunta a Pieve di Soligo e furono presiedute dal vescovo Corrado Pizziolo. L'omelia venne pronunciata dal vescovo Gennaro Pascarella. Al termine del rito la salma fu tumulata nella cappella dei sacerdoti del cimitero di Pieve di Soligo. Il 31 ottobre 2022, nel terzo anniversario della morte, la sua salma fu trasferita a Pozzuoli, nella chiesa del Santissimo Corpo di Cristo, adiacente alla cattedrale di San Procolo.

## Genealogia episcopale
La genealogia episcopale è:
- Cardinale Scipione Rebiba
- Cardinale Giulio Antonio Santori
- Cardinale Girolamo Bernerio, O.P.
- Arcivescovo Galeazzo Sanvitale
- Cardinale Ludovico Ludovisi
- Cardinale Luigi Caetani
- Cardinale Ulderico Carpegna
- Cardinale Paluzzo Paluzzi Altieri degli Albertoni
- Papa Benedetto XIII
- Papa Benedetto XIV
- Papa Clemente XIII
- Cardinale Marcantonio Colonna
- Cardinale Giacinto Sigismondo Gerdil, B.
- Cardinale Giulio Maria della Somaglia
- Cardinale Carlo Odescalchi, S.I.
- Cardinale Costantino Patrizi Naro
- Cardinale Lucido Maria Parocchi
- Papa Pio X
- Papa Benedetto XV
- Papa Pio XII
- Cardinale Eugène Tisserant
- Cardinale Bernardin Gantin
- Vescovo Silvio Padoin